# Brussels Airlines
Brussels Airlines è la compagnia aerea di bandiera del Belgio e ha sede presso l'aeroporto di Bruxelles-National.
Offre voli di linea verso più di 90 destinazioni tra Europa, Nord America e Africa; fa parte di Lufthansa Group e di Star Alliance.
La compagnia (originariamente conosciuta come SN Brussels Airlines) è stata fondata nel febbraio 2002 a Bruxelles.
Nel 2006 il brand viene semplificato in Brussels Airlines (la denominazione attuale) a seguito della fusione con Virgin Express.
Oggi è interamente di proprietà di Deutsche Lufthansa AG.

## Storia
La compagnia nacque il 15 febbraio 2002 come SN Brussels Airlines, dalle ceneri della fallita Sabena, la precedente compagnia di bandiera belga, proprietà di Swissair, a sua volta fallita nel 2001.
Il 12 aprile 2005, SN Airholding, la società dietro la SNBA, firma un accordo con Richard Branson, per acquisire la sua controllata Virgin Express.
Il 31 marzo 2006 SN Brussels Airlines (SNBA) e Virgin Express annunciarono la fusione in un'unica società il 7 novembre 2006.
Con l'integrazione in un'unica compagnia il nome SN Brussels Airlines viene semplificato in Brussels Airlines e il nuovo brand viene annunciato in una conferenza stampa all'aeroporto di Bruxelles. Le operazioni di volo con il nuovo nome iniziano il 25 marzo 2007.
Il 15 settembre 2008, è stato annunciato che Lufthansa avrebbe acquistato una partecipazione del 45% in Brussels Airlines con un'opzione per acquisire il restante 55% dal 2011. L'accordo prevedeva anche l'ingresso di Brussels Airlines in Star Alliance. Dal 26 ottobre 2008, il codice ICAO è stato cambiato da DAT a BEL. Il 15 giugno 2009, Brussels Airlines ha annunciato che la Commissione europea aveva concesso l'autorizzazione a Lufthansa di prendere una quota di minoranza nella compagnia e a seguito di tale autorizzazione da parte dell'UE, Brussels Airlines è stata in grado di aderire a Star Alliance.
Dal 25 ottobre 2009, Brussels Airlines è diventata membro del programma Frequent Flyer di Lufthansa Group, Miles & More mentre dal 9 dicembre 2009, la compagnia belga è divenuta il 26º membro di Star Alliance durante una cerimonia al municipio di Bruxelles.

### Sviluppo dal 2010
Il 5 luglio 2010 è entrato in servizio un quinto Airbus A330-300 e Brussels Airlines ha aggiunto Abidjan, Accra, Cotonou, Ouagadougou e Lomé come nuove destinazioni mentre l'11 agosto 2010, Brussels Airlines e il tour operator Club Med hanno annunciato una nuova collaborazione. A partire da aprile 2011, Brussels Airlines avrebbe trasportato l'80% di tutti i passeggeri del Club Med da Bruxelles, sia sulle tratte regolari di Brussels Airlines esistenti che sulle nuove rotte charter operate da Brussels Airlines. Brussels Airlines ha inoltre annunciato che avrebbe noleggiato 2 Airbus A320-200 da gennaio 2011.
Il 1º giugno 2012 la società ha inaugurato la rotta per New York JFK, operandola quotidianamente con un Airbus A330-300 equipaggiato con i nuovi interni. Inoltre dal 18 giugno 2013 ha iniziato a volare 5 volte a settimana per Washington Dulles e dall'aprile 2016 Toronto Pearson è stata aggiunta alla rete nordamericana. Nel marzo 2017 è stato annunciato che sarebbe iniziato un nuovo servizio verso Mumbai con 5 voli settimanali operati da un nuovo Airbus A330-200 in arrivo all'inizio dello stesso anno.
Il 30 gennaio 2014, Brussels Airlines ha lanciato l'espansione più importante della sua storia, con nove destinazioni stagionali e un ritorno al mercato polacco dopo alcuni anni di assenza. Inoltre è stato deciso che la sua flotta Avro RJ100 sarebbe stata ritirata entro il 2016. Il 28 settembre 2016 Lufthansa ha annunciato che la compagnia aerea tedesca avrebbe esercitato l'opzione per acquisire il restante 55% della controllante SN Airholding di Brussels Airlines.
Nel marzo 2017, Thomas Cook ha annunciato l'intenzione di vendere le sue attività in Belgio a Lufthansa; le quali sono state chiuse nel novembre 2017 e tutti i diritti di traffico sono stati consegnati a Brussels Airlines.
Nel febbraio 2018 il CEO Bernard Gustin e il CFO Jan De Raeymaeker hanno dovuto dimettersi dopo un incontro con il consiglio di amministrazione Lufthansa sul futuro della compagnia aerea. Gustin sarà sostituito da Christina Foerster dal 1º aprile 2018.

## Gestione aziendale

### Dati di bilancio
Di seguito sono riportati i principali risultati operativi e commerciali di Brussels Airlines degli ultimi anni (al 31 dicembre):
|      | Ricavi (in miliardi di €) | Risultato operativo (in milioni di €) | Dipendenti (migliaia) | Passeggeri trasportati (milioni) | Coefficiente di riempimento Medio (in %) | Numero di aerei | Note   |
| ---- | ------------------------- | ------------------------------------- | --------------------- | -------------------------------- | ---------------------------------------- | --------------- | ------ |
| 2009 | 849                       | −40                                   | —                     | 4.6                              | —                                        | —               |        |
| 2010 | 930                       | 5                                     | —                     | 4.8                              | —                                        | —               |        |
| 2011 | 1.036                     | −80                                   | 2.418                 | 5.6                              | 66.5                                     | 88              |        |
| 2012 | 1.113                     | −61                                   | 2.479                 | 5.7                              | 68.7                                     | —               | [ 13 ] |
| 2013 | 1.138                     | −22                                   | 2.393                 | 5.8                              | 69.2                                     | —               | [ 14 ] |
| 2014 | 1.224                     | −4.2                                  | 2.395                 | 6.6                              | 72.0                                     | —               | [ 15 ] |
| 2015 | 1.330                     | 41.3                                  | 2.427                 | 7.5                              | 74.4                                     | 47              | [ 16 ] |
| 2016 | 1.271                     | 15.0                                  | 2.480                 | 7.7                              | 74.9                                     | 49              | [ 17 ] |
| 2017 | 1.326                     | 3.6                                   | 3.400                 | 9.1                              | 78.5                                     | 50              | [ 18 ] |
| 2018 | 1.500                     | 12.8                                  | 3.512                 | 10.0                             | 81.0                                     | 53              | [ 19 ] |
| 2019 | 1.555                     | −40.6                                 | 3.830                 | 10.2                             | 81.5                                     | 52              | [ 20 ] |
| 2020 | 414                       | −332                                  | 3.483                 | 2.3                              | 68.3                                     | 45              | [ 21 ] |
| 2021 | 560                       | −189                                  | 3.035                 | 3.4                              | 67.2                                     | 41              | [ 22 ] |
| 2022 | 1.217                     | −75                                   | 3.200                 | 6.8                              | 78.0                                     | 40              | [ 23 ] |
| 2023 | 1.537                     | 53                                    | 3.366                 | 8.3                              | 82.5                                     | 44              | [ 24 ] |
| 2024 | 1.623                     | 84                                    | 3.573                 | 8.3                              | 82.7                                     | 46              | [ 25 ] |

## Identità aziendale

### Sede

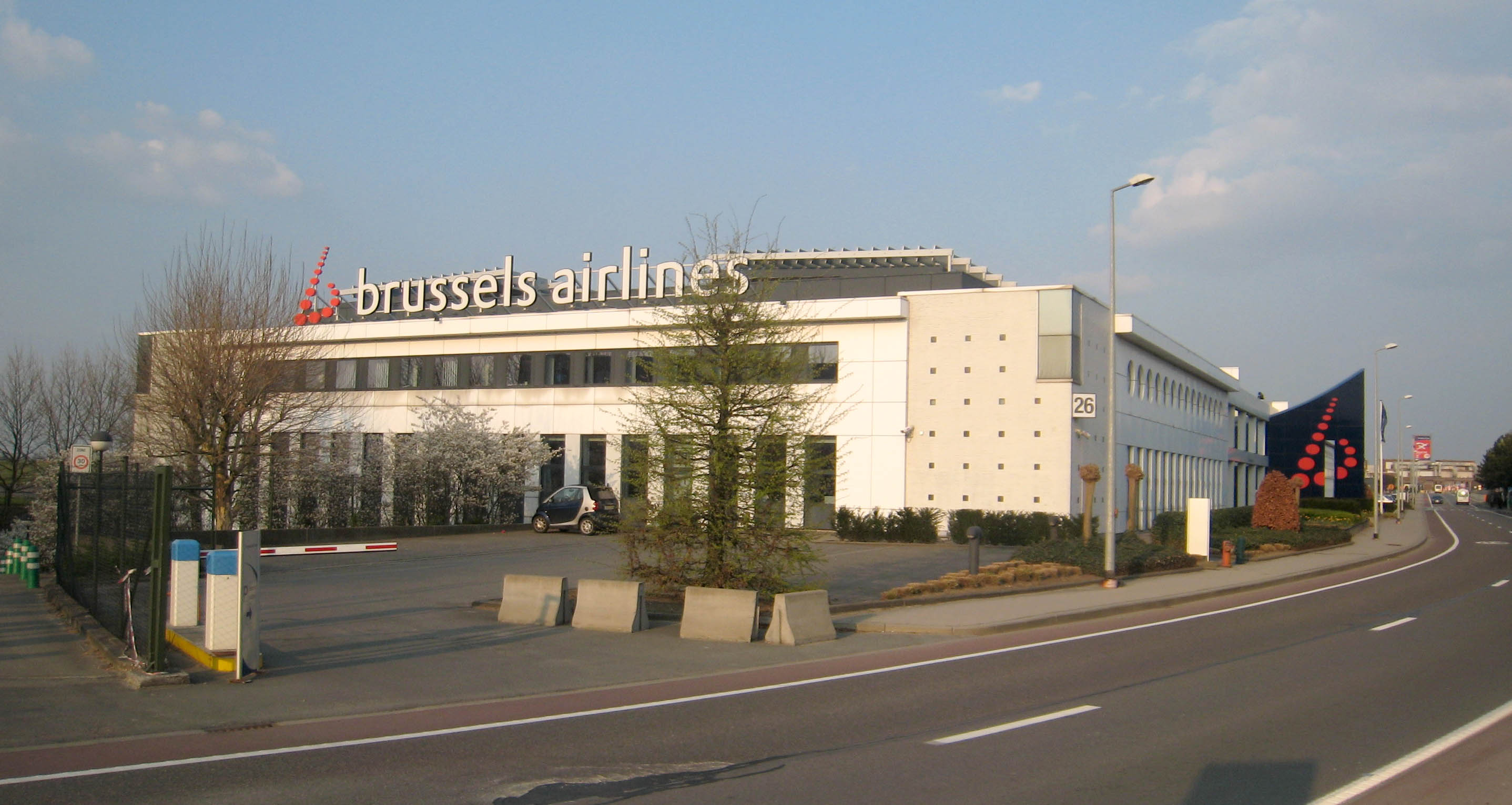
La sede di Brussels Airlines

La compagnia aerea ha sede nella b.house (Building 26) nella General Aviation Zone presso l'aeroporto di Brussels. La compagnia ha chiesto al designer MAXIMALdesign di ristrutturare gli interni della sede.

### Livrea

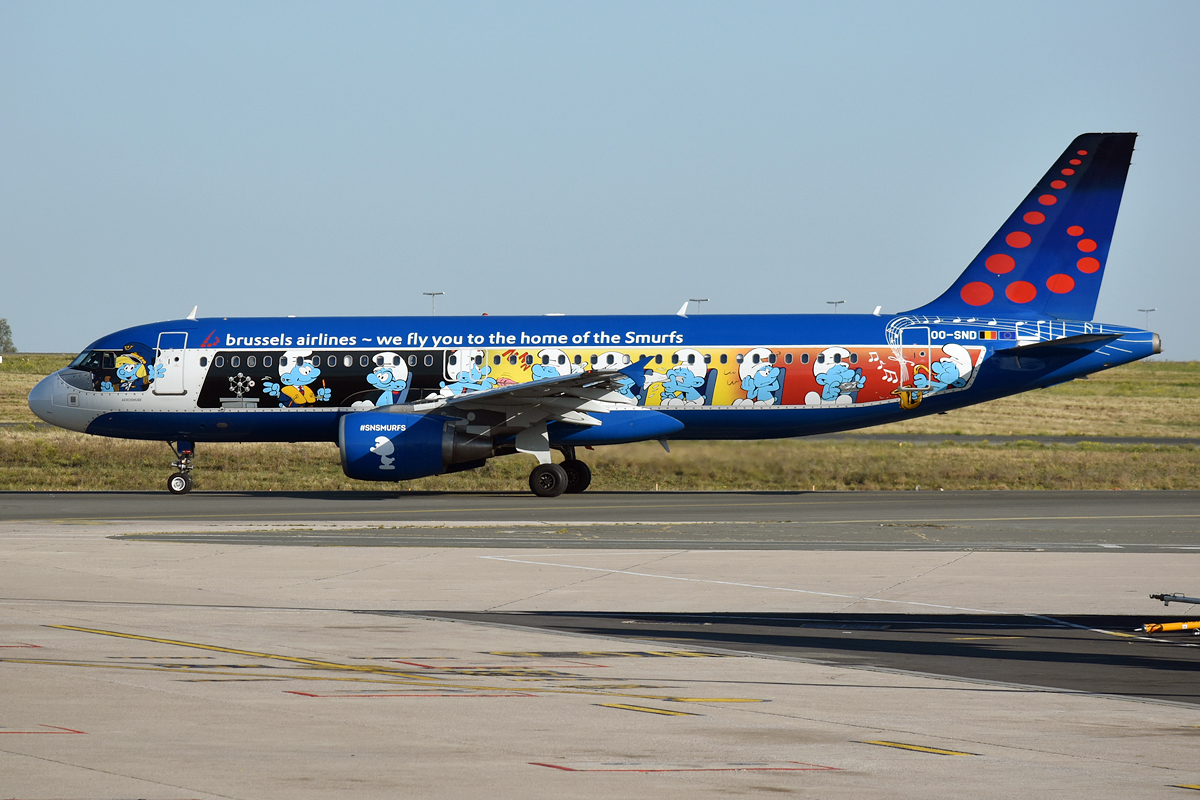
L'Airbus A320-214 in livrea speciale Aerosmurf.

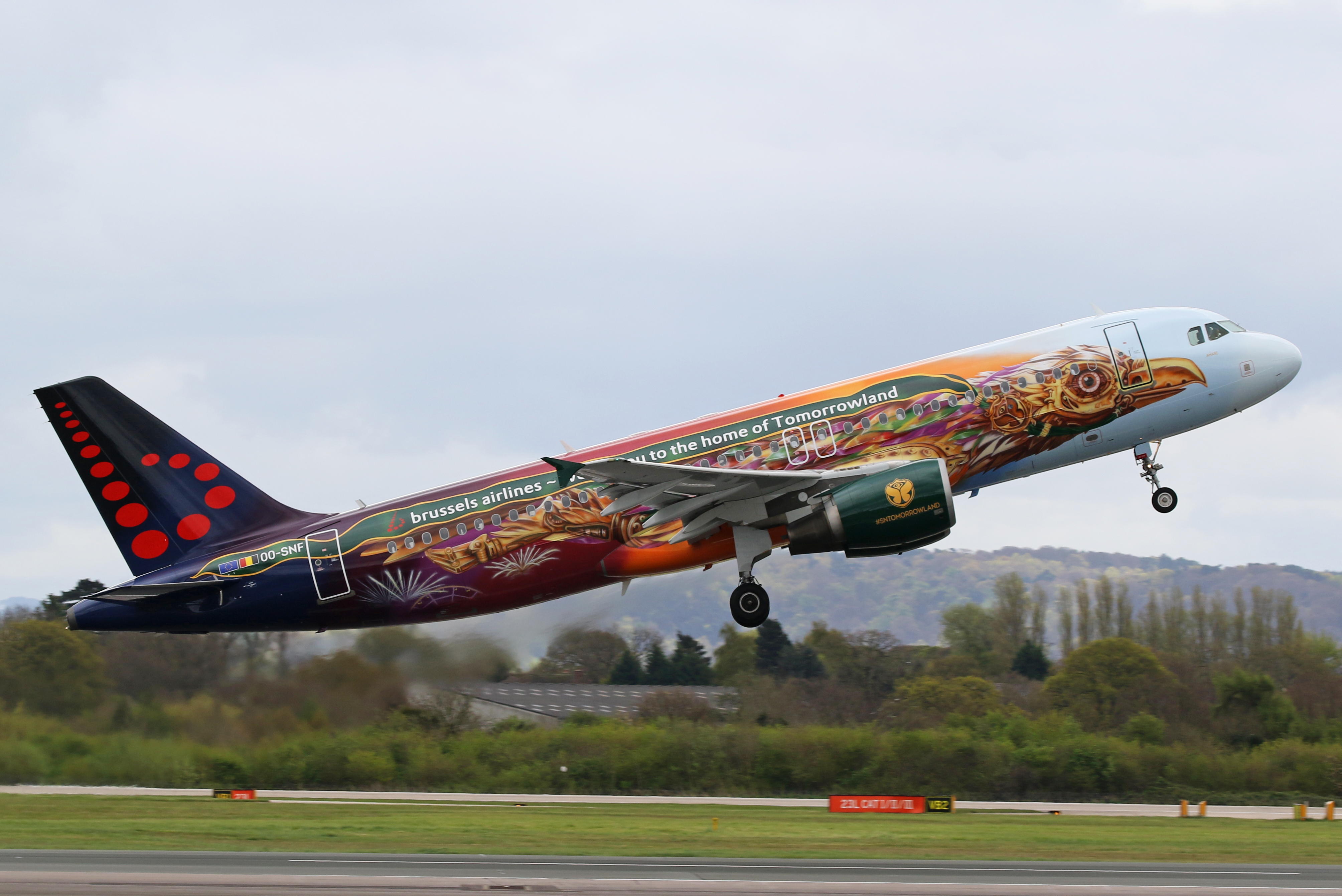
L'Airbus A320-214 in livrea speciale Amare.

Dal novembre 2021, gli aerei di Brussels Airlines presentano una livrea prevalentemente bianca, con il nome della compagnia scritto in blu e il logo sul timone di coda, formato da un insieme di punti rossi di varie dimensioni.
Nel 2015 la compagnia ha lanciato un'iniziativa chiamata “Belgian icons”, per la quale alcuni A320 sono stati dipinti con livree speciali che celebrano simboli del Belgio divenuti famosi nel mondo. Nel corso degli anni sono state realizzate le seguenti livree:
- Rackham (OO-SNB da marzo 2015): dedicato al fumetto Le avventure di Tintin, rappresenta il protagonista alla guida di un sottomarino a forma di squalo, tratto dal volume Il Tesoro di Rakam il Rosso;
- Trident (OO-SNA da marzo 2016 a ottobre 2022; OO-SNO da novembre 2022): livrea dedicata alla Nazionale di calcio del Belgio, dal novembre 2022 anche a quella femminile. L'aereo è colorato prevalentemente di rosso, con alcuni simboli legati alla squadra;
- Magritte (OO-SNC da marzo 2016 a maggio 2020): la livrea era dedicata al pittore René Magritte, e lo mostrava intento a dipingere uno dei suoi quadri in stile surrealista;
- Amare (OO-SNF da maggio 2016 a gennaio 2024; OO-SBB da aprile 2024[28]): livrea che raffigura lo Spirito del Tomorrowland, festival di musica elettronica di cui la compagnia aerea è partner;
- Aerosmurf (OO-SND da marzo 2018 a gennaio 2024): dedicato ai Puffi, rappresentava i celebri personaggi blu come fossero passeggeri dell'aereo;
- Brugel (OO-SNE da maggio 2019 a gennaio 2024): livrea realizzata in occasione dei 450 anni dalla morte del pittore Pieter Bruegel il Vecchio, riproducendo alcune sue opere;
- Atomium (OO-SNM da marzo 2025): la livrea riproduce uno dei monumenti simbolo della città di Bruxelles, costruito in occasione dell'Expo 1958. Per la prima volta, la livrea è stata disegnata dal pubblico e scelta tramite un concorso.[29]

## Destinazioni
Nel 2025, Brussels Airlines opera voli in Armenia, Angola, Benin, Burkina Faso, Burundi, Camerun, Costa d'Avorio, Egitto, Europa, Gambia, Ghana, Guinea, Israele, Kenya, Liberia, Marocco, Repubblica Democratica del Congo, Ruanda, Senegal, Sierra Leone, Stati Uniti, Togo e Uganda.

### Accordi commerciali

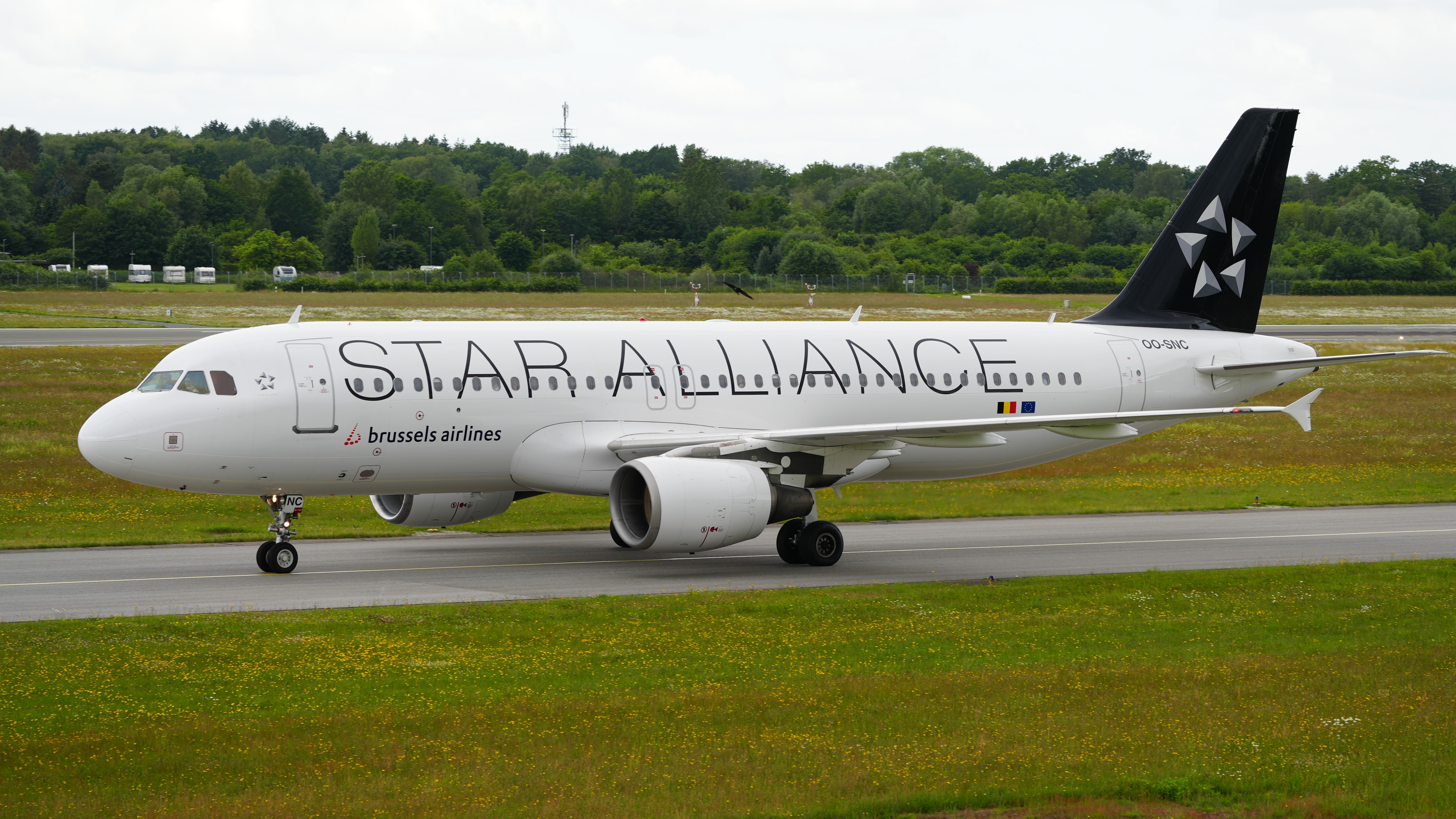
Un Airbus A320-200 di Brussels Airlines in livrea Star Alliance.

Nel 2025 Brussels Airlines ha accordi di code sharing con le seguenti compagnie:
- Aegean Airlines
- Air Canada
- airBaltic
- All Nippon Airways
- Austrian Airlines
- Croatia Airlines
- Egyptair
- Etihad Airways
- Eurowings
- Hainan Airlines
- ITA Airways[32]
- KM Malta Airlines[33]
- Lufthansa
- Singapore Airlines
- SunExpress[34]
- Swiss International Air Lines
- TAAG Angola Airlines
- TAP Portugal
- Thai Airways International
- United Airlines

### Alleanze
Il 9 dicembre 2009 Brussels Airlines è entrata a far parte di Star Alliance.

## Flotta

### Flotta attuale

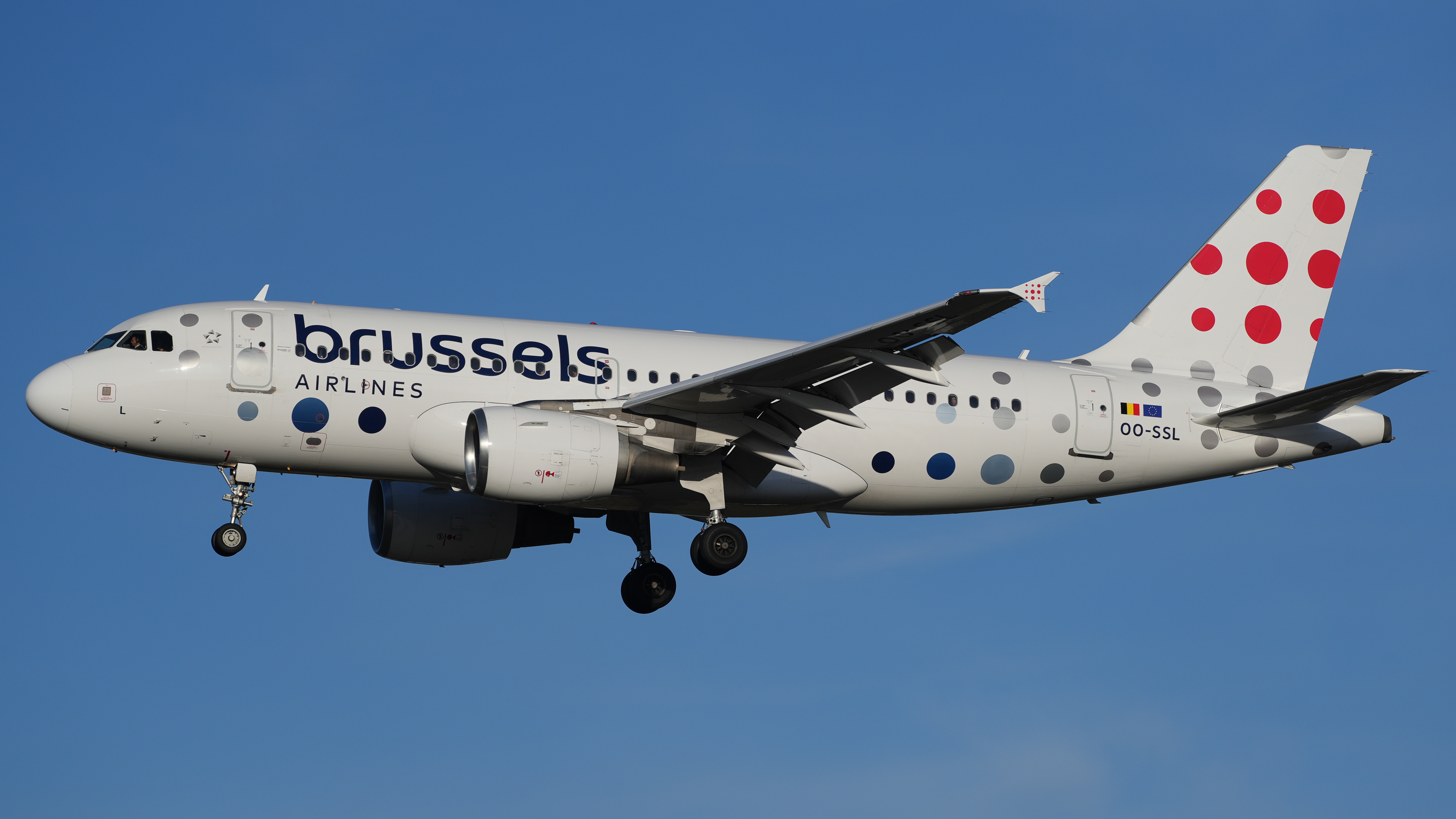
Un Airbus A319-100.

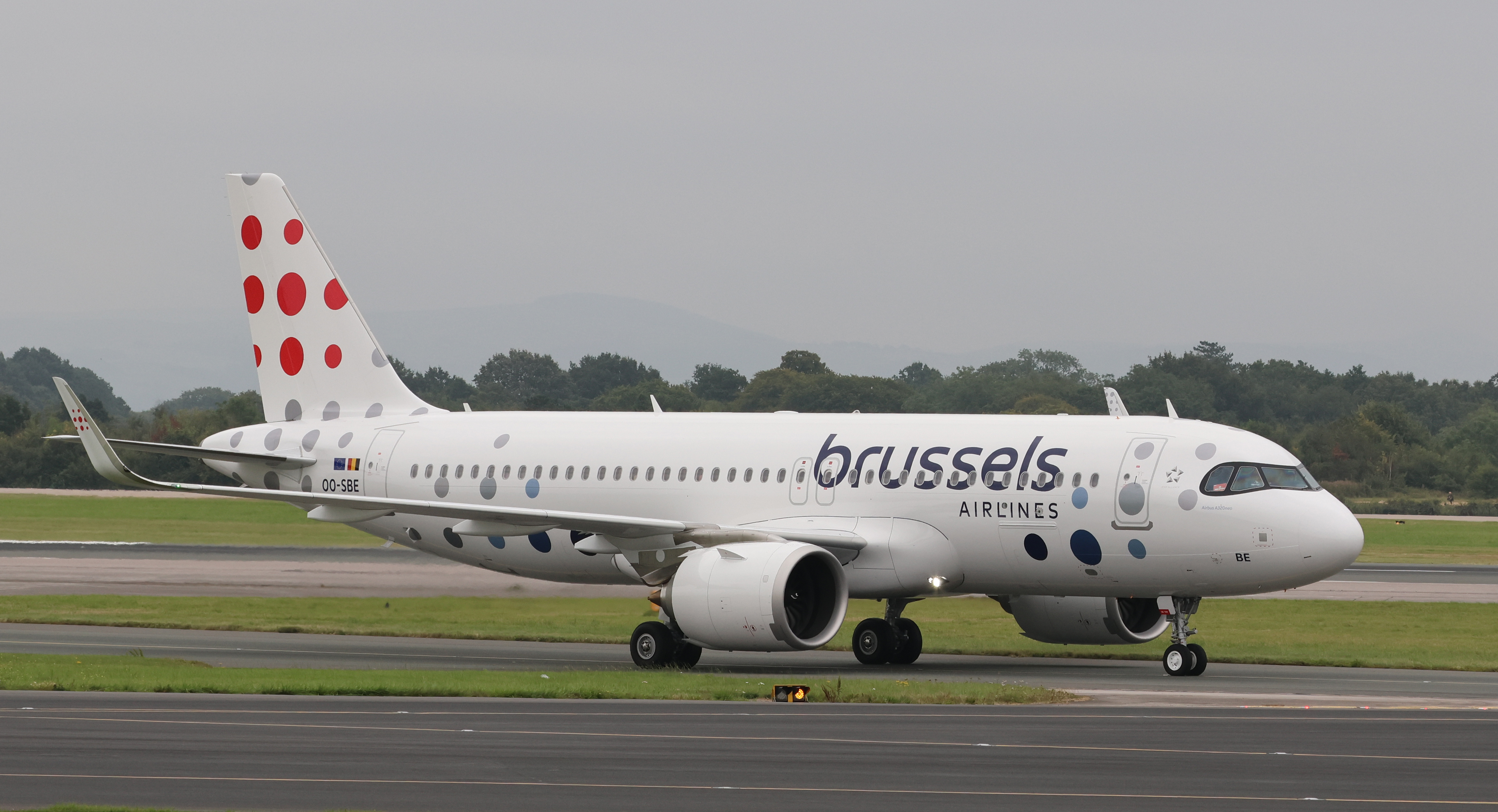
Un Airbus A320neo.

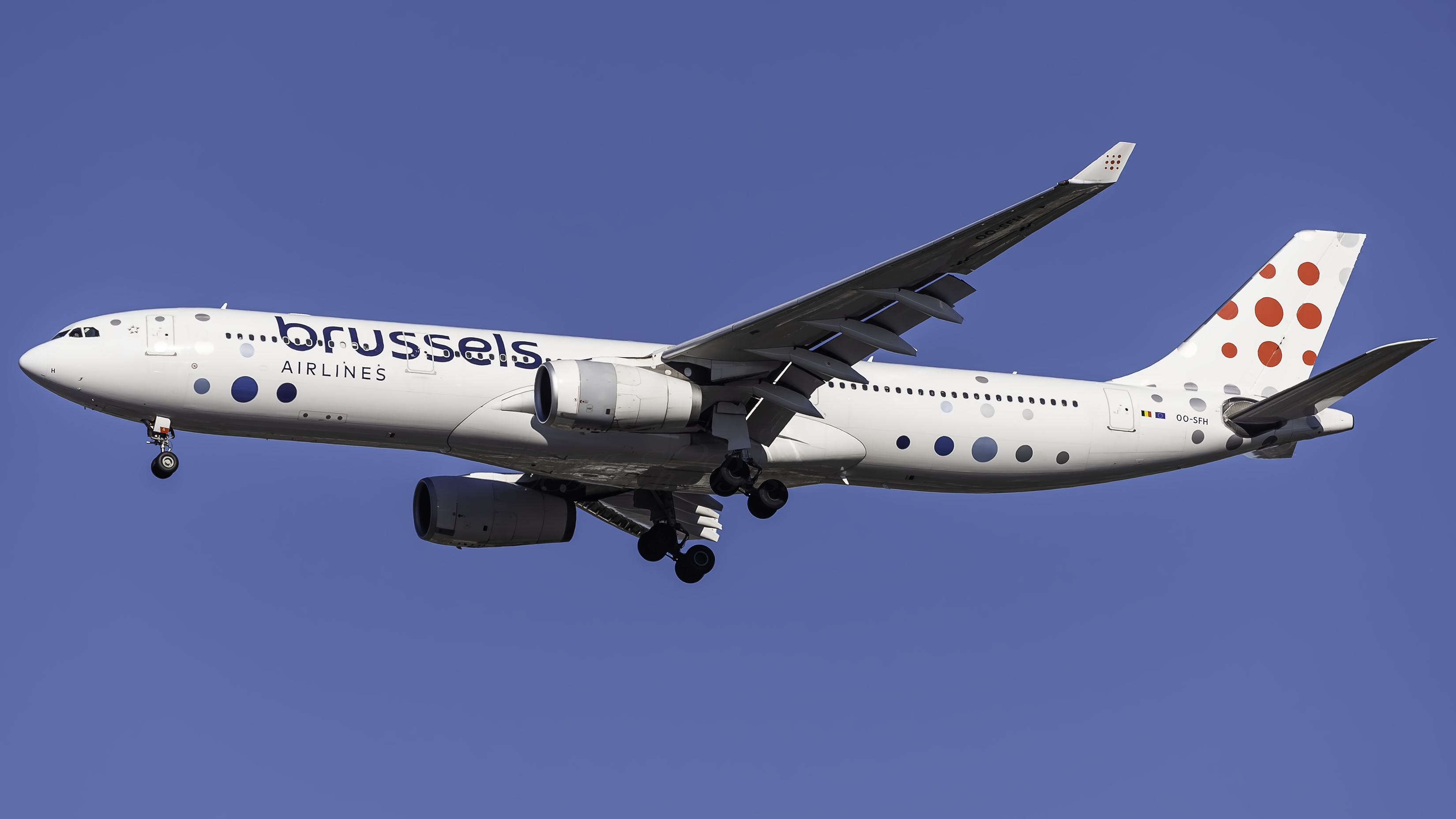
Un Airbus A330-300.

Ad aprile 2025 la flotta di Brussels Airlines è così composta:

### Flotta storica

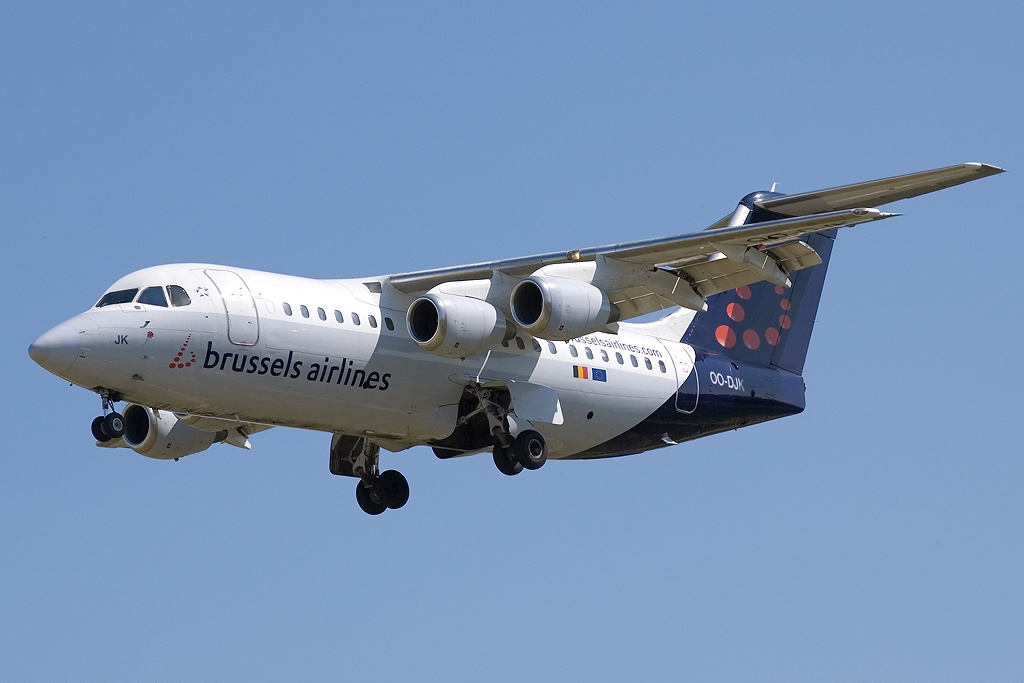
Un Avro RJ85.

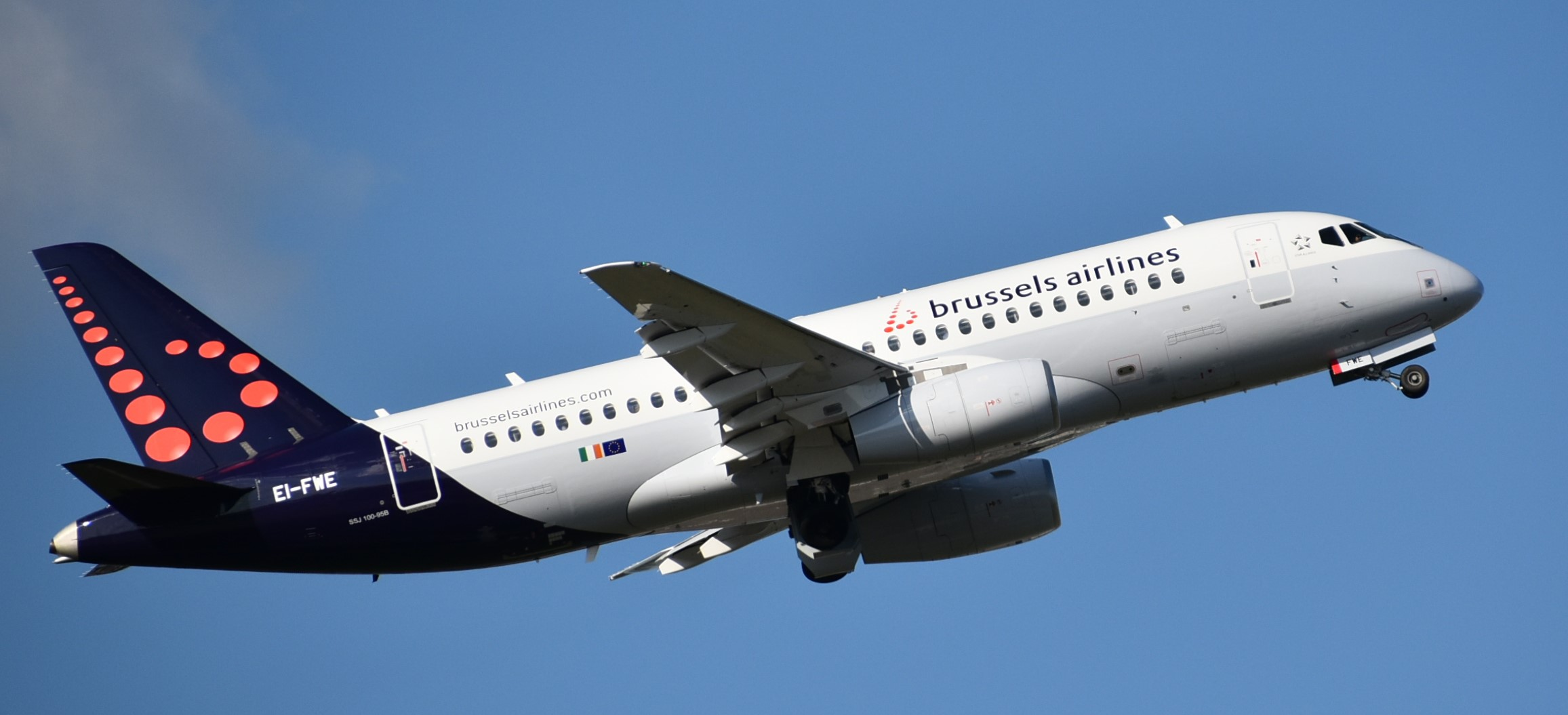
Un Sukhoi SSJ-100-95.

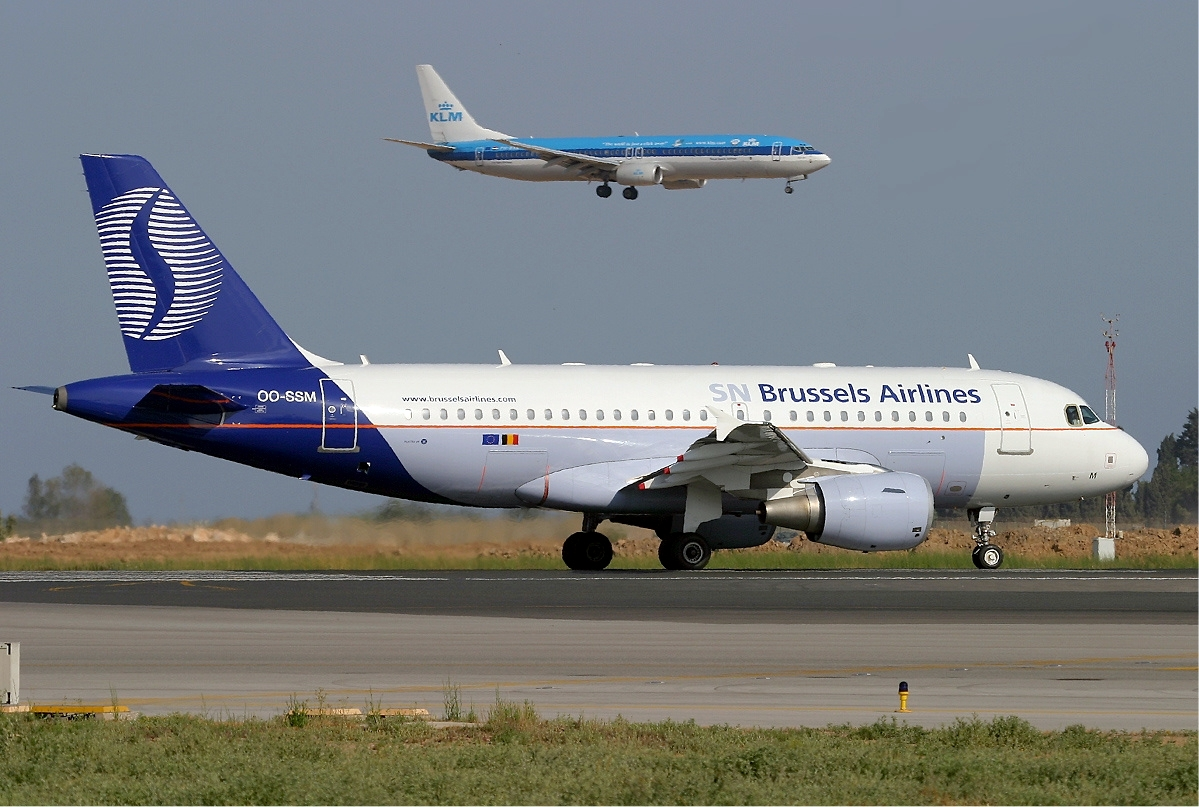
Un A319 con la prima livrea SN Brussels Airlines

Brussels Airlines operava in precedenza con i seguenti aeromobili: